# Orniszkowy
Orniszkowy – potok górski, prawy dopływ Osławy, którego źródło znajduje się na wysokości około 400 m n.p.m. na zachodnim stoku Łysej Góry (420 m n.p.m.) na Pogórzu Bukowskim. Płynie przez teren Wielopola, stanowiącego część miasta Zagórz.
Orniszkowy początkowo płynie w kierunku południowo-zachodnim, zachodnim, a następnie północnym. Jeszcze w latach 80. XX wieku w górnym biegu potoku znajdowały się dwa małe stawy hodowlane, obecnie już nieistniejące. W pobliżu kapliczki na dolnym Wielopolu Orniszkowy skręca na północny wschód, płynie przez park dworski zasilając w wodę znajdujący się tam staw. Stamtąd uchodzi do Osławy w dolnym Wielopolu. Długość potoku wynosi około 3 km.